# Marek Gołębiewski
Marek Gołębiewski (ur. 18 maja 1980 w Piasecznie) – polski piłkarz i trener piłkarski.

## Kariera piłkarska
W latach 1997–1999 występował w MKS Piaseczno. Następnie grał w barwach Gwardii Warszawa, Świtu Nowy Dwór Mazowiecki, Radomiaka Radom, Ruchu Wysokie Mazowieckie, Drwęca Nowe Miasto Lubawskie, Sokół Sokółka, Pilica Białobrzegi i greckich zespołów - Andrutsos Grawias, PAO Neon Epiwaton, AS Rodos oraz PAO Ruf. Karierę zakończył w 2017 grając w Sparcie Jazgarzew. W Ekstraklasie rozegrał sześć meczów w barwach Świtu, strzelając jednego gola w sezonie 2003/2004. Wpisał się na listę strzelców w przegranym 1:3 meczu z Legią Warszawa.

## Kariera trenerska

### Wczesna kariera
W 2011 objął drużynę młodzieżową Pilicy Białobrzegi. Po dwunastu miesiącach rozpoczął pracę w Escoli Varsovia i sprawował pieczę nad zespołami juniorskimi. Na początku 2020 został trenerem pierwszego zespołu Ząbkovii Ząbki i pełnił tę funkcję do końca sezonu 2019/2020.   
6 sierpnia 2020 został trenerem drugoligowej Skry Częstochowa. Zadebiutował w meczu Pucharu Polski ze Stalą Stalowa Wola, który Skra przegrała 1ː3. 17 maja 2021 rozwiązano z nim umowę o pracę za porozumieniem stron, po tym jak drużyna nie wygrała 8 meczów z rzędu.  Po 33. kolejkach II ligi Skra znajdowała się na 8. miejscu tabeli. Ostatecznie zajęła 6. miejsce, umożliwiające udział w barażach do I ligi, które wygrała i awansowała na drugi poziom rozgrywkowy.   
24 czerwca 2021 został trenerem rezerw Legii Warszawa, występujących w III lidze.  

### Legia Warszawa
26 października 2021, po odwołaniu Czesława Michniewicza, objął stanowisko trenera Legii Warszawa. Zadebiutował w meczu Pucharu Polski ze Świtem Skolwin, który Legia wygrała 1:0. Prowadził Wojskowych w trzech meczach fazy grupowej Ligi Europy; wszystkie trzy zostały przez Legię przegrane i ostatecznie klub uplasował się na ostatnim miejscu w tabeli. 12 grudnia 2021, po przegranym 0:1 meczu z Wisłą Płock, po którym prowadzona przez niego drużyna spadła na ostatnie miejsce w lidze, Gołębiewski zrezygnował z funkcji trenera stołecznej drużyny. Pod jego wodzą Legia zagrała w 11 meczach, w których wygrała 3 razy i 8 razy przegrała.

### Powrót do rezerw Legii
Z początkiem 2022 roku, wrócił na stanowisko trenera Legii II Warszawa, które pełnił do końca sezonu 2021/2022.

### Chrobry Głogów
9 czerwca 2022 został ogłoszony nowym trenerem Chrobrego Głogów, z którym podpisał roczną umowę, z możliwością przedłużenia o następny rok,  został zwolniony 7 sierpnia 2023.

### Zagłębie Sosnowiec
16 czerwca 2025 został ogłoszonym nowym trenerem Zagłębia Sosnowiec. 

## Statystyki kariery

### Trenerskie
Aktualne na 7 sierpnia 2023.
| Zespół               | Od                   | Do                   | Statystyka | Statystyka | Statystyka | Statystyka | Statystyka |
| Zespół               | Od                   | Do                   | M          | W          | R          | P          | % W        |
| -------------------- | -------------------- | -------------------- | ---------- | ---------- | ---------- | ---------- | ---------- |
| Escola Varsovia U-19 | 30 stycznia 2019     | 20 października 2019 | 24         | 7          | 3          | 14         | 29,17      |
| Skra Częstochowa     | 6 sierpnia 2020      | 17 maja 2021         | 33         | 14         | 5          | 14         | 42,42      |
| Legia II Warszawa    | 24 czerwca 2021      | 26 października 2021 | 14         | 7          | 4          | 3          | 50,00      |
| Legia Warszawa       | 25 października 2021 | 12 grudnia 2021      | 11         | 3          | 0          | 8          | 27,27      |
| Legia II Warszawa    | 1 stycznia 2022      | 9 czerwca 2022       | 16         | 8          | 3          | 5          | 50,00      |
| Chrobry Głogów       | 9 czerwca 2022       | 7 sierpnia 2023      | 39         | 13         | 10         | 16         | 33,33      |
| Łącznie              | Łącznie              | Łącznie              | 137        | 52         | 25         | 60         | 37,96      |